# Vrač pogađač
Vrač pogađač je bio satirični i kulturni list kojega je 1896. godine u Zagrebu pokrenuo srpski novinar Sima Lukin Lazić (1863.—1904.). Lazić se na pokretanje vlastitog satiričnog časopisa odlučio nakon što je u razdoblju 1891. – 1896. uređivao zagrebački časopis "Srbobran"; u kojem razdoblju je na stranicama časopisa pod pseudonimom "Vrač Pogađač" objavljivao članke povijesne tematike. Lazićevo pisanje o povijesti se dokazalo kao jako nevješta mitomanija, smiješni pokušaj bavljenja povjesnom znanošću (primjerice je pisao o 10.000 godina srpske povijesti, te je Herodota i druge povijesne pisce antike nazvao "srbožderima" jer u svojim djelima, zbog mrženje i straha prema Srbima, uopće ne spominju niti postojanje velikog i važnog srpskog naroda iz tog doba) - ali se Lazić naposljetku od kritika obranio svjesnim zalaženjem u sferu komike. "Vrač pogađač" je dostigao tiražu od oko 6.000 primjeraka, što je bilo znatno za ono doba u kojemu je svaki primjerak čitalo više osoba.
Časopis je posve otvoreno provodio propagandu srbijanske Narodne radikalne stranke Nikole Pašića, koja je bila usmjerena protiv dinastije Obrenović i općenito nastojanja da se Kraljevina Srbija održi u geopolitičkom skladu s njenim tadašnjim pokroviteljem Austro-Ugarskom monarhijom. Osim što je kritizirao proaustrijsku vanjsku politiku Srbije, časopis je napadao sve pokušaje građenja dobre srpsko-hrvatske i srpsko-mađarske suradnje na tlu Austro-Ugarske.
List je često ulazio u polemike s drugim časopisima.
Glavni karikaturist časopisa je bio Josif Danilovac iz Beča.
Pokretač Časopisa Sima Lukin Lazić je jedan od stvaratelja kulta „ugroženog Srbina“, te suvremeni povjesničari sagledavaju u djelatnosti "Vrača pogađača" jedan od glavnih izvora opasnog kvarenja odnosa između Hrvata i Srba krajem 19. stoljeća; pri čemu se antihrvatsko pisanje učestalo spajalo s antisemitskim: naime je krug njegovih autora kojima je na čelu bio S. L. Lazić smatrao da Židovi usmjeravaju hrvatsku politiku protiv interesa Srbije i Srba. U Vraču pogađaču “Jurek Zagorec” je biće niže vrste, a Židov je nakaza, opasan neprijatelj Srba i cijeloga svijeta.
Nakon što je pisanje "Vrača pogađača" i "Srbobrana" naposljetku izazvalo antisrpske demonstracije u Zagrebu 1902. godine, u kojima je sudjelovalo čak 20.000 ljudi, dakle trećinu sveukupnog tadašnjeg stanovništva grada, "Vrač pogađač" je nastavio izlaziti u Novom Sadu, od 1902. do 1914. godine. Nakon smrti Sime L. Lazića 1904. godine, nastavila je časopis uređivati njegova supruga Zorka Lazić.